# Raids sur Mount Hope Bay
Guerre d'indépendance des États-Unis
Batailles
Théâtre de la côte nord (1775–1781) :
- Fairhaven
- Machias (1re)
- Gloucester
- Falmouth
- Block Island
- Turtle Gut Inlet (en)
- Fort Cumberland (en)
- Ridgefield
- Sag Harbor (en)
- St. John River (en)
- Machias (2e)
- Setauket (en)
- Mount Hope Bay
- Newport
- Raid de Grey (en)
- Chestnut Neck (en)
- Little Egg Harbor (en)
- Raid de Tryon (en)
- Norwalk (en)
- Expédition de Penobscot
- Fort St. George (en)
- Cape Breton
- Cap Ann (en)
- Groton Heights
- Fort Slongo (en)
- Halifax (en)
- Lunenburg (en)

Les raids sur Mount Hope Bay sont une série de raids militaires menés par les troupes britanniques pendant la guerre d'Indépendance américaine contre les communautés américaines, sur les rives de Mount Hope Bay (en) les 25 et 30 mai 1778. Les villes de Bristol et Warren ont été considérablement endommagées, Freetown (aujourd'hui Fall River) a également été attaqué, bien que sa milice ait résisté aux Britanniques. De nombreuses maisons ainsi que des édifices municipaux et religieux ont été détruits lors des raids. Les Britanniques ont réussi à détruire les défenses militaires de la région, y compris le ravitaillement qui avait été caché par l'Armée continentale en prévision d'un assaut sur Newport, alors occupée par les Britanniques.
Le 25 mai, 500 soldats britanniques et Hessois, sous les ordres du général Sir Robert Pigot, le commandant de la garnison britannique de Newport, débarquent entre Bristol et Warren. Ils détruisent des navires et d'autres fournitures, et pillent Bristol. La résistance locale est faible et se montre inefficace à arrêter les Britanniques. Cinq jours plus tard, une centaine de soldats descendent sur Freetown, mais les dommages sont moindres, car les défenseurs locaux ont réussi à empêcher les Britanniques de traverser un pont.

## Contexte
En décembre 1776, après avoir terminé la conquête de la ville de New York, le lieutenant-général britannique William Howe détache de son armée un corps de troupes qui occupe Newport dans le Rhode Island sans opposition significative. La garnison de Newport passe sous le commandement du général de brigade Sir Robert Pigot lorsque le commandant d'origine, le général de brigade Richard Prescott est capturé à l'été 1777 lors d'une opération audacieuse dirigée par William Barton (en), major dans la Continental Army.
Depuis le début de l'occupation britannique, les forces américaines et britanniques sont dans une impasse. Le major-général Joseph Spencer (en) a reçu l'ordre du major-général George Washington de lancer un assaut contre Newport en 1777, mais il ne le fait pas fait. On lui retire alors le commandement des défenses du Rhode Island. En mars 1778, le Congrès approuve la nomination du major général John Sullivan au Rhode Island. Au début du mois de mai, Sullivan arrive dans l'état et produit un rapport détaillé de la situation. Il entreprend des préparatifs logistiques pour une attaque contre Newport, mettant en cache des équipements et des fournitures sur la rive est de la baie de Narragansett et de la rivière Taunton (en). Le général Pigot est alerté des préparatifs de Sullivan par un loyaliste local et organise une expédition contre Bristol et Warren,. Dans la soirée du 24 mai, il ordonne à une force de 500 soldats britanniques et hessiens sous le commandement du lieutenant-colonel James Campbell du 22e régiment (en) de marcher vers l'extrémité nord de l'Île Aquidneck.

## Raid sur Warren et Bristol

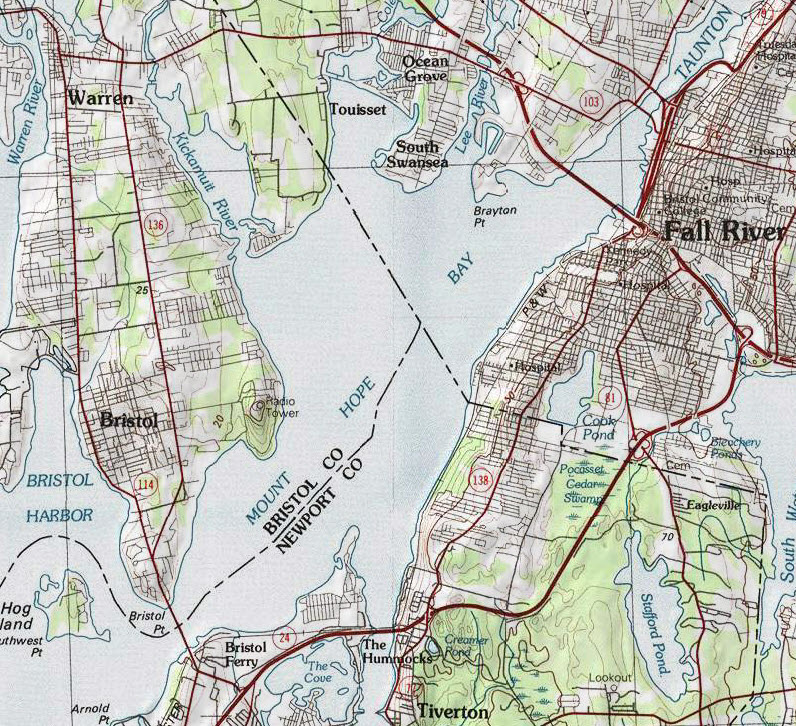
Une carte de 1984 de l'USGS montrant la région de Mount Hope Bay.

Arrivant tôt le 25 mai, les forces de Campbell débarquent à Bristol Neck, entre Bristol et Warren. Campbell divise sa force en deux, envoyant un détachement à Warren et l'autre le long de la rivière Kickamuit (en) où des bateaux et d'autres provisions ont été mis en cache. Cette dernière force détruit 58 des 70 petits bateaux que le général Spencer y a entreposés, ainsi que d'autres fournitures militaires et un moulin à maïs. Ils incendient également un pont qui traverse la rivière et mettent le feu à un sloop. Après le départ des Britanniques, les habitants réussissent à éteindre le feu sur le sloop, qui ne subi que des dégâts mineurs.
Le détachement de Warren s'attend à une certaine résistance avant d'atteindre la ville, mais les forces de l'armée continentale, au nombre d'environ 300 sous le commandement du colonel Archibald Clary, ont fui la ville sur des rumeurs selon lesquelles la force britannique est beaucoup plus grande qu'elle ne l'est en réalité. Les Britanniques détruisent les approvisionnements militaires et mettent le feu à la poudrière de la ville. L'explosion qui a suivi, détruit six maisons et le bâtiment de l'assemblée municipale. Les troupes brulent également un sloop et détruisent cinq canons. Alors que les troupes britanniques quittent la ville, les premiers signes de résistance organisée commencent à apparaître. Les deux détachements britanniques se rejoignent ensuite à Bristol.
La nouvelle du débarquement britannique atteint rapidement Providence, et le colonel Barton se met immédiatement en action. Recrutant environ 200 volontaires, il se précipite vers le sud, rejoint les forces de Clary et rattrape les Britanniques peu de temps après qu'ils ont quitté Warren, sur la route de Bristol. Les deux forces s'engagent alors que les Britanniques marchent vers le sud. L'escarmouche entre les deux camps n'entraine que de petites pertes, à l'exception notable du colonel Barton, qui a pris une balle de mousquet. Sa blessure est suffisamment grave pour mettre fin à sa carrière militaire, bien qu'il ait continué à se battre ce jour-là. Les hommes de Campbell atteignent Bristol en bon état malgré la tentative américaines, et se livrent à un assaut destructeur. En plus des approvisionnements militaires et des canons, ils pillent toute la ville, détruisent 22 maisons et une église, faisant, selon un compte, « aucune distinction entre leurs amis et ennemis »,.
Les raids du 25 mai compte également la capture de la galère américaine USS Spitfire près de l'entrée de la rivière Taunton. Les Britanniques qui mettent fin à leurs opérations vers midi, prennent alors la direction leurs navires. Ils embarquent, couverts par les canons de la frégate HMS Flora et du HM galley Pigot (en), et retournent à Aquidneck Island et à Newport. Le raid incite le général Sullivan à renouveler les appels aux gouverneurs régionaux pour une aide accrue en faveur de la milice. Mais cette demande n'a que peu d'effet avant le raid suivant.

## Raid sur Freetown
Le général Pigot organise un second raid avec une plus petite force pour se rendre à Freetown. Dans la nuit du 30 mai, une force de 100 hommes dirigée par le major Edmund Eyre (qui avait servi sous Campbell lors du précédent raid) embarque à Arnold's Point sur l'île Aquidneck dans des embarcations à fond plat sous l'escorte des navires HMS Flora et Pigot,. Le Pigot s'échoue en passant par Bristol Ferry,, mais les autres navires continuent de remonter la rivière Taunton et débarque près de l'embouchure de la rivière Quequechan (en), dans la basse vallée de Freetown, le dimanche 31 mai,.
La milice locale est sous le commandement du colonel Joseph Durfee, un vétéran de l'armée continentale qui a établi une veille. Le débarquement britannique est repéré par une sentinelle et l'alarme est déclenchée. Quarante hommes, y compris des miliciens de Freetown et de Tiverton, se rassemblent pour résister. Les hommes d'Eyre tirent des boîtes à mitraille avec un petit canon et repoussent lentement les miliciens. Dans leur avancées, les Britanniques commencent à brûler une maison, un moulin à farine et une scierie, neuf bateaux et 15 000 pieds de planches. La milice atteint finalement un pont à travers un ruisseau, où environ 25 hommes établissent une ligne défensive derrière un mur de pierre de l'autre côté du pont. Dans une bataille d'environ 90 minutes, les hommes de Durfee repoussent les tentatives répétées des hommes d'Eyre pour prendre le contrôle du pont. Les soldats britanniques capturent alors un habitant, mettent le feu à sa propriété et se retirent sur leurs bateaux. La milice suit alors les Britanniques et harcèle les soldats avec des tirs de mousquets. 
Après leur départ, les navires britanniques manœuvrent pour aider le Pigot encore échoué. Lors de cette opération, ils tombent sous le feu d'une batterie américaine à terre et subissent des pertes supplémentaires,. Le Pigot subit également des dommages importants depuis la batterie américaine. Certains récits décrivent le prisonnier américain, un homme âgé du nom de Richard Borden, comme étant à bord d'un des bateaux sous le feu des Américains. Ce dernier a cherché un abri en s'allongeant à plat sur le plancher du navire, malgré les tentatives de ses ravisseurs de le relever pour dissuader les assaillants. Selon ces récits, un ou deux des ravisseurs ont finalement été frappés par des tirs américains depuis les berges,. Le prisonnier est finalement libéré quelques jours plus tard. En plus des blessés à Bristol Ferry, les Britanniques subissent deux morts et cinq blessés dans la bataille de Freetown, tandis que les Américains ne décomptent pas de victimes en dehors du captif libéré sans blessures notables,.

## Conséquences
La destruction des bateaux et de l'approvisionnement est un revers mineur aux plans américains. À la mi-juillet, le général Washington informe Sullivan qu'une flotte française est disponible pour participer aux opérations contre Newport. Cette nouvelle a un effet galvanisant sur le recrutement, et les constructeurs de navires locaux se lancent dans un programme de construction de bateaux pour remplacer les bateaux détruits lors du raid. Au début du mois d'août, la flotte française du comte d'Estaing arrive au large de Newport, tandis que Sullivan prend le commandement d'une force de 10 000 soldats miliciens et réguliers afin siéger contre Newport. Mais le mauvais temps et l'arrivée opportune d'une flotte britannique pour s'opposer à d'Estaing frustrent les plans alliés. Sullivan, qui occupe la partie nord de l'île Aquidneck, est contraint de reculer à la suite de la désertion massive de la milice après le retrait des troupes et de la flotte française. Le général Pigot décide alors de se lancer à la poursuite de Sullivan, mais ce dernier réussi à se retirer de l'île Aquidnecks après la bataille de Rhode Island le 29 août.
Les Britanniques occupent Newport jusqu'en octobre 1779, lorsque la garnison est retirée pour mener des opérations ailleurs. Les communautés attaquées ont continué à contribuer à l'effort de guerre américain malgré les dégâts et les difficultés causés par les raids,. Le major Edmund Eyre, commandant du raid de Freetown, est promu lieutenant-colonel en 1781 lorsqu'il dirige à nouveau les forces britanniques lors d'un raid sur New London et Groton dans le Connecticut, le 6 septembre de la même année. Il est blessé à la bataille de Groton Heights, et ses troupes ont été accusées de se livrer à des atrocités au lendemain de la bataille.